# Campeonato caboverdiano de fútbol 2006
El Campeonato caboverdiano de fútbol 2006 es la 27ª edición desde la independencia de Cabo Verde. Empezó el 6 de mayo de 2007 y terminó el 2 de julio de 2007. El torneo lo organiza la Federación caboverdiana de fútbol (FCF).
FC Derby es el equipo defensor del título. Un total de 11 equipos participaron en la competición, el campeón de la edición anterior y los campeones de las 10 ligas regionales, el representante de Santiago Norte no participó al no realizarse su campeonato.

## Equipos participantes
- FC Derby campeón del Campeonato caboverdiano de fútbol 2005
- Sport Clube Sal Rei campeón del Campeonato regional de Boavista
- Nô Pintcha FC campeón del Campeonato regional de Brava
- Botafogo FC campeón del Campeonato regional de Fogo
- Barreirense FC; campeón del Campeonato Regional de Fútbol de Maio
- Académico do Aeroporto campeón del Campeonato regional de Sal
- CD Beira-Mar campeón del Campeonato regional de Santo Antão Norte
- Sporting Clube do Porto Novo campeón del Campeonato regional de Santo Antão Sur
- FC Ultramarina campeón del Campeonato regional de São Nicolau
- CS Mindelense campeón del Campeonato regional de São Vicente
- Sporting Clube da Praia campeón del Campeonato regional de Santiago Sur

### Información de los equipos
| Equipo                       | Localidad               |
| ---------------------------- | ----------------------- |
| Académico do Aeroporto       | Espargos                |
| Barreirense FC               | n/d                     |
| CD Beira-Mar                 | Ribeira Grande          |
| Botafogo FC                  | São Filipe              |
| FC Derby                     | Mindelo                 |
| CS Mindelense                | Mindelo                 |
| Nô Pintcha FC                | Furna                   |
| Sport Clube Sal Rei          | Sal Rei                 |
| Sporting Clube da Praia      | Praia                   |
| Sporting Clube do Porto Novo | Porto Novo              |
| FC Ultramarina               | Tarrafal de São Nicolau |

## Tabla de posiciones
Grupo A
|   | Equipo                       | PJ | PG | PE | PP | GF | GC | DG  | PTS |
| - | ---------------------------- | -- | -- | -- | -- | -- | -- | --- | --- |
| 1 | FC Derby (C)                 | 4  | 3  | 1  | 0  | 13 | 2  | +11 | 10  |
| 2 | Botafogo FC (C)              | 4  | 2  | 2  | 0  | 9  | 3  | +6  | 8   |
| 3 | Sport Clube Sal Rei          | 4  | 2  | 2  | 1  | 5  | 2  | +3  | 7   |
| 4 | Nô Pintcha FC                | 4  | 1  | 0  | 3  | 4  | 12 | -8  | 3   |
| 5 | Sporting Clube do Porto Novo | 4  | 0  | 0  | 4  | 0  | 12 | -12 | 0   |

Grupo B
|   | Equipo                      | PJ | PG | PE | PP | GF | GC | DG | PTS |
| - | --------------------------- | -- | -- | -- | -- | -- | -- | -- | --- |
| 1 | Académico do Aeroporto (C)  | 5  | 4  | 0  | 1  | 12 | 3  | +9 | 12  |
| 2 | Sporting Clube da Praia (C) | 5  | 4  | 0  | 1  | 8  | 4  | +4 | 12  |
| 3 | FC Ultramarina              | 5  | 2  | 1  | 2  | 6  | 9  | 0  | 7   |
| 4 | CS Mindelense               | 5  | 2  | 0  | 3  | 6  | 7  | -1 | 6   |
| 5 | CD Beira-Mar                | 5  | 1  | 1  | 3  | 5  | 8  | -3 | 4   |
| 6 | Barreirense FC              | 5  | 1  | 0  | 4  | 4  | 13 | -9 | 3   |

(C) Clasificado

## Resultados
| Derby               | 3 - 0 | Sporting Porto Novo |                | 7 de mayo  |  |
| Sal Rei             | 2 - 0 | Nô Pintcha          |                | 1 de junio |  |
| Mindelense          | 1 - 0 | Barreirense         |                | 6 de mayo  |  |
| Sporting Praia      | 2 - 0 | Ultramarina         |                | 6 de mayo  |  |
| Académico Aeroporto | 2 - 0 | Beira-Mar           | Marcelo Leitão | 6 de mayo  |  |

| Botafogo            | 1 - 1 | Derby               | 13 de mayo |
| Sporting Porto Novo | 0 - 3 | Sal Rei             | 13 de mayo |
| Ultramarina         | 0 - 1 | Académico Aeroporto | 13 de mayo |
| Beira-Mar           | 0 - 2 | Mindelense          | 14 de mayo |
| Barreirense         | 0 - 2 | Sporting Praia      | 14 de mayo |

| Sal Rei             | 0 - 0 | Botafogo            |                | 20 de mayo |  |
| Nô Pintcha          | 1 - 0 | Sporting Porto Novo |                | 21 de mayo |  |
| Mindelense          | 1 - 2 | Sporting Praia      | Adérito Sena   | 20 de mayo |  |
| Académico Aeroporto | 6 - 1 | Barreirense         | Marcelo Leitão | 21 de mayo |  |
| Beira-Mar           | 1 - 1 | Ultramarina         |                | 21 de mayo |  |

| Derby          | 2 - 0 | Sal Rei             |        | 28 de mayo |  |
| Nô Pintcha     | 2 - 3 | Botafogo            |        | 29 de mayo |  |
| Beira-Mar      | 1 - 2 | Barreirense         |        | 28 de mayo |  |
| Ultramarina    | 2 - 1 | Mindelense          |        | 29 de mayo |  |
| Sporting Praia | 1 - 0 | Académico Aeroporto | Várzea | 29 de mayo |  |

| Botafogo            | 5 - 0 | Sporting Porto Novo |                    | 25 de mayo |  |
| Derby               | 7 - 1 | Nô Pintcha          | Alcindo Nascimento | 4 de junio |  |
| Sporting Praia      | 1 - 3 | Beira-Mar           |                    | 3 de junio |  |
| Barreirense         | 1 - 3 | Ultramarina         |                    | 3 de junio |  |
| Académico Aeroporto | 3 - 1 | Mindelense          |                    | 3 de junio |  |

## Fase Final
|  | Semifinales             | Semifinales             | Semifinales             | Semifinales | Semifinales |   |                        | Final                  | Final | Final | Final | Final |
|  |                         |                         |                         |             |             |   |                        |                        |       |       |       |       |
|  | Botafogo FC             | Botafogo FC             | 2                       | 0           | 2           |   |                        |                        |       |       |       |       |
|  | Académico do Aeroporto  | Académico do Aeroporto  | 2                       | 6           | 8           |   |                        |                        |       |       |       |       |
|  |                         |                         |                         |             |             |   | Académico do Aeroporto | Académico do Aeroporto | 0     | 2     | 2     |       |
|  |                         | Sporting Clube da Praia | Sporting Clube da Praia | 1           | 2           | 3 |                        |                        |       |       |       |       |
|  | Sporting Clube da Praia | Sporting Clube da Praia | 2                       | 0           | 2           |   |                        |                        |       |       |       |       |
|  | FC Derby                | FC Derby                | 0                       | 1           | 1           |   |                        |                        |       |       |       |       |

### Semifinales
| 10 de junio de 2006 | Botafogo FC | 2:2 | Académico do Aeroporto |  |  |

| 10 de junio de 2006 | Sporting Clube da Praia | 2:0 | FC Derby | Estadio de Várzea, Praia |  |

| 17 de junio de 2006 | Académico do Aeroporto | 6:0 | Botafogo FC | Estadio Marcelo Leitão, Espargos |  |

| 17 de junio de 2006 | FC Derby | 1:0 | Sporting Clube da Praia |  |  |

### Final
| 24 de junio de 2006 | Académico do Aeroporto | 0:1 | Sporting Clube da Praia | Estadio Marcelo Leitão, Espargos |                            |
|                     |                        |     | Gerson 3'               | Árbitro(s): Orlando Araújo       | Árbitro(s): Orlando Araújo |

| 1 de julio de 2006 | Sporting Clube da Praia | 2:2 | Académico do Aeroporto   | Estadio de Várzea, Praia |                         |
|                    | Dário 43' · Quiroga 90' |     | Mendes 62' · Hernâni 93' | Árbitro(s): Victor Lima  | Árbitro(s): Victor Lima |

| Campeón Sporting Clube da Praia 5.o título |

## Estadísticas
- Máximo goleador: Mendes 7 goles. (Académico do Aeroporto)
- Mayor goleada: Derby 7 - 1 Nô Pintcha (4 de junio)